# 胡颓子科
胡颓子科共有3属约50余种，主要分布在北半球温带和亚热带地区。中国有2属41种。
本科植物有乔木也有灌木，枝端和叶被有银色或金褐色的盾状鳞片或星状毛，单叶互生或对生，无托叶；花两性或单性，无花瓣，花被2-4裂；果实为瘦果或坚果，包藏在肉质花被中。大部分品种是耐干旱植物，但也有部分品种耐潮湿的气候。其中沙棘（Hippophae rhamnoidese L.）是优良的固沙植物品种。
1981年的克朗奎斯特分类法将本科分入山龙眼目，2003年根据基因亲缘关系分类的APG II 分类法将其列入蔷薇目。